# Torsten Spittler
Torsten Spittler (* 7. November 1961) ist ein deutscher Fußballtrainer.
Nach seinem Studium arbeitete Spittler zunächst als Verbandstrainer beim Bayerischen Fußballverband. Für den DFB und den DOSB hat er in den folgenden Jahren verschiedene Projekte im Ausland betreut. Spittler war für die Trainerausbildung zuständig und trainierte Jugendmannschaften, unter anderem in Nepal, Malaysia, Jemen, Mosambik, Oman und Bhutan.
Von 2022 bis 2023 war er Technischer Direktor beim Paro FC. Im November 2023 übernahm er auf  Gerard Buscher folgend das Amt des Cheftrainers der Nationalmannschaft Ruandas. Am 21. Januar 2025 wurde nach Verhandlungen offiziell bekannt gegeben, dass es zu keiner Vertragsverlängerung kommen würde. Die Nationalmannschaft absolvierte unter Spittler 14 Spiele, wovon sechs mit einem Sieg und jeweils vier unentschieden bzw. mit einer Niederlage endeten.